# فيليكس توني مبوج
فيليكس توني مبوج (بالفرنسية: Félix Tonye Mbog)‏ (14 مايو 1934 - 2 يوليو 2022)، هو سياسي كاميروني شغل عدة مناصب وزارية بين عامي 1975 و 1985، منها منصب وزير خارجية الكاميرون لعامي 1983-1984. وهو الذي سمى المنتخب الكاميروني لكرة القدم بــ «الأسود التي لا تُقهر».

## في الحكومة
شغل منصب وزير الشباب والرياضة من 3 يوليو 1972 إلى 8 نوفمبر 1979، وفي عهده نظمت الكاميرون أول مسابقة لها لكأس الأمم الأفريقية عام 1972. كان وزيرًا للزراعة من 8 نوفمبر 1979 إلى 6 نوفمبر 1982 ثم وزيرًا للعدل والضمان الاجتماعي من 6 نوفمبر 1982 إلى 7 يوليو 1984. أخيرًا شغل منصب وزير البريد والاتصالات من 7 يوليو 1984 إلى 23 أغسطس 1985.

## وفاته
توفي في 2 يوليو 2022 عن عمر 87 بعد مرض.